# Oosterkerk (Haarlem)
De Oosterkerk is een protestantse kerk in de Nederlandse gemeente Haarlem. De kerk is gelegen in Haarlem-Oost aan de Zomerkade en voorziet de Slachthuiswijk en Amsterdamsewijk. De kerk werd gebouwd tussen 1926 en 1927 naar ontwerp van Prof. Van de Steur, die later werden gewijzigd door architect C.B. Posthumus Meyjes Jr.
Op 6 april 1927 vond de openingsdienst plaats door ds. C.J. van Paassen. De bouwkosten van kerk en bijgebouwen bedroegen in totaal fl. 193.952,04. De kerk had van origine de beschikking over 754 zitplaatsen
Het kerkgebouw is een gemeentelijk monument.